# Shanghai Manhua
Le Shanghai Manhua (en chinois : 上海漫画 ; pinyin : Shànghǎi Mànhuà), à l'origine intitulé Shanghai Sketch, était un magazine hebdomadaire publié à Shanghai de 1928 à 1930. C'est l'un des premiers magazines de manhua en Chine et l'un des plus influents. Il a été très populaire et a inspiré de nombreux imitateurs, à Shanghai comme dans le reste de la Chine. Le Shanghai Manhua était connu pour ses couvertures provocantes et la bande dessinée à succès Mr. Wang, créée par Ye Qianyu.
Si bien des images publiées dans le Shanghai Manhua dépeignaient des situations de la vie quotidienne, d'autres commentaient des événements politiques et la société contemporaine. Les contributeurs avaient par ailleurs des liens rapprochés avec la scène littéraire de Shanghai, et tout particulièrement le mouvement "néo-sensationniste" (en chinois : 新感觉派).

## Histoire

### Création
Avant de créer le Shanghai Manhua, plusieurs de ses dessinateurs, dont Ye Qianyu et les frères Zhang, avaient travaillé pour le magazine Sanri Huabao (littéralement, "magazine illustré des trois jours"), dont la publication fut arrêtée lorsque l'expédition du Nord de Tchang Kaï-chek atteignit Shanghai.
Au chômage, les dessinateurs Ye Qianyu, Huang Wennong et Lu Shaofei décidèrent de créer un magazine pour y publier leur manhua, qu'ils appelleront Shanghai Sketch puis Shanghai Manhua (que l'on peut tous les deux traduire par "Esquisses de Shanghai"). Les premiers numéros de la publication relevaient de la propagande et le magazine fut un échec. Loin d'être découragé, le trio originel fut bientôt rejoint par huit autres artistes, dont les frères Zhang, Ding Song et Wang Dunqing et ensemble ils fondèrent la Shanghai Sketch Society à l'automne 1927. C'est un événement important dans l'histoire de la bande dessinée chinoise car il s'agissait de la première association consacrée au manhua.
Sous la houlette de Zhang Guangyu, qui parvint à convaincre le riche poète Shao Xunmei d'investir dans leur entreprise, l'association relança la publication du magazine, dont le premier numéro "officiel" sortit le 21 avril 1928. Le succès fut au rendez-vous ; environ 3000 exemplaires étaient imprimés chaque semaine, un chiffre important pour les années 1920.

### Fin
En 1930, un homme d'affaires Singapourien proposa aux frères Zhang de créer un nouveau magazine pour concurrencer le mensuel Liangyou. Les frères acceptèrent mais quelques membres de l'association s'y opposèrent. À cause de ce conflit, le Shanghai Manhua arrêta sa publication en juin 1930 après 110 numéros. Les dessinateurs (dont les frères Zhang) rejoignirent alors le Shidai Publishing Group, qui publia notamment Modern Sketch.
En mai 1936, Zhang Guangyu ressuscita le Shanghai Manhua, bien que la majorité de ses membres originels travaillaient pour le Modern Sketch. Ensemble ils organisèrent la première exposition de manhua en Chine en septembre 1936 puis créerent au printemps 1937 l'association des dessinateurs de bande dessinée chinoise. Cependant l'essor du mouvement fut arrêté par l'invasion japonaise quelques mois plus tard.

## Format
Chaque numéro, au format tabloïd, contenait huit pages imprimée en lithographie bicolore. La première de couverture était une caricature ou une image provocante. Sur la quatrième de couverture se trouvait le manhua Mr. Wang. Les pages 4 et 5 étaient consacrées au manhua, les autres pages avaient un contenu plus varié (photographies, critiques, manhua, etc.).

## Galerie

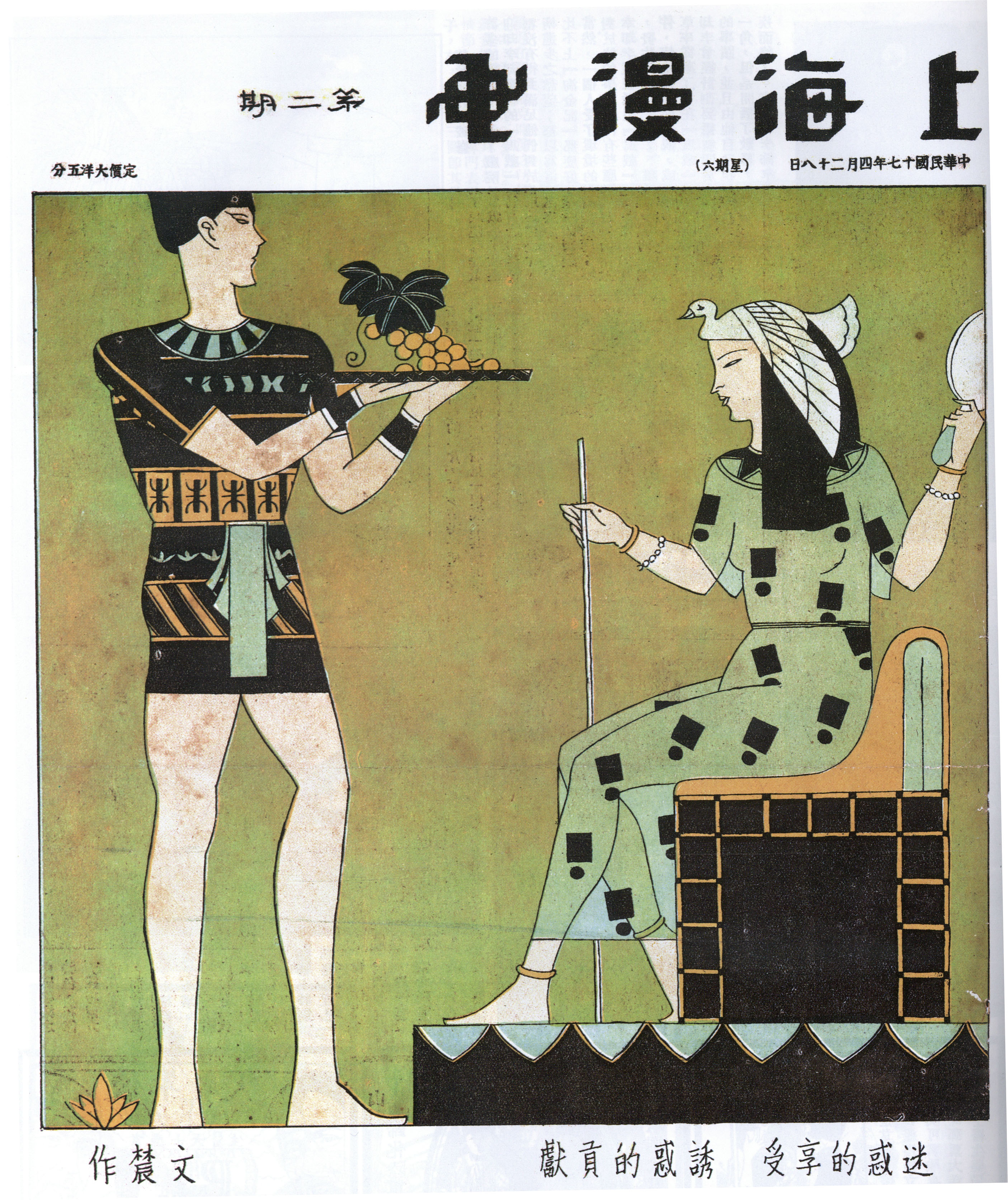
Offre la tentation, reçoit la passion, une du 28 avril 1928 par Huang Wennong.
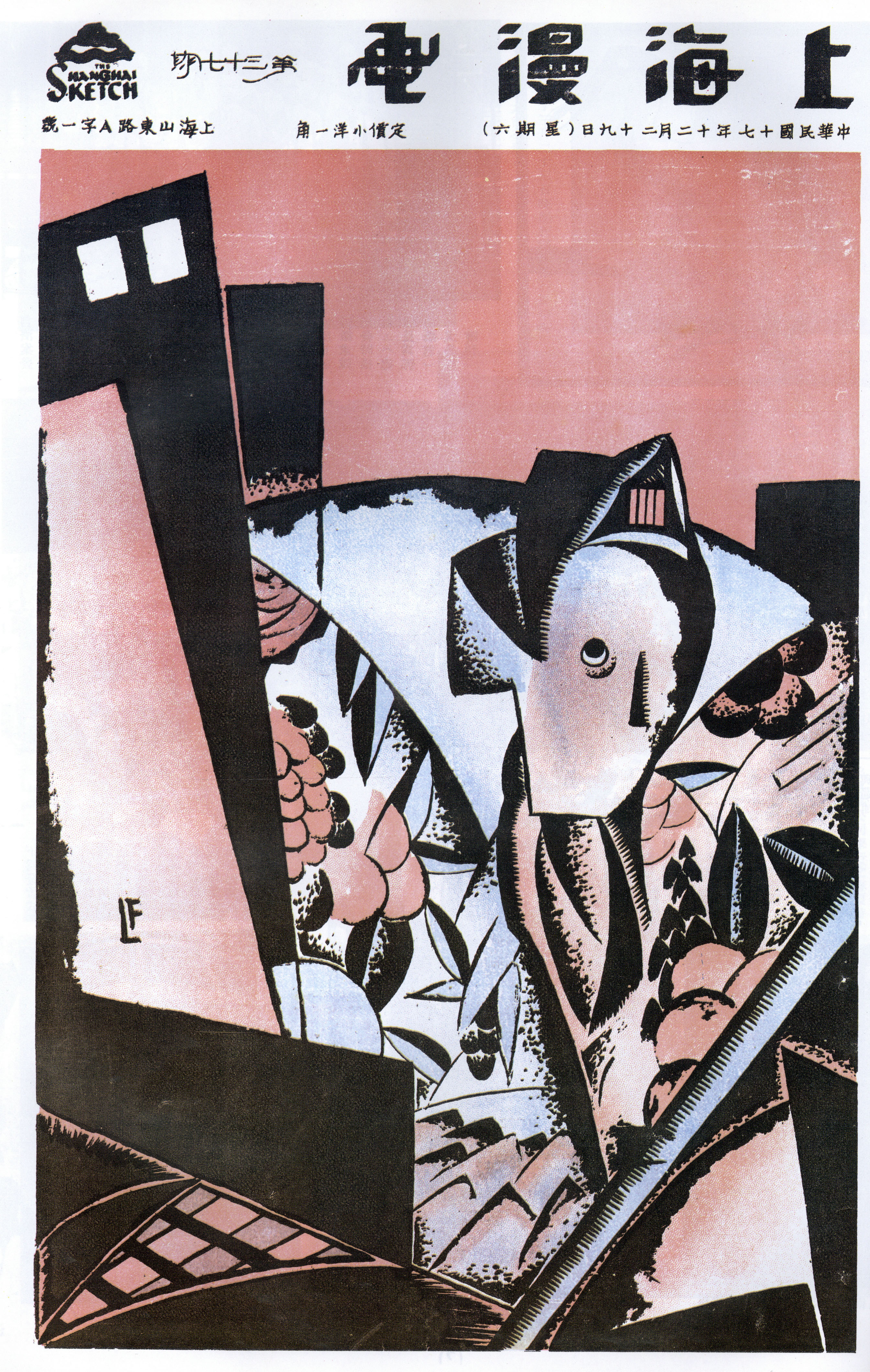
Une du 29 décembre 1928 par Ye Lingfeng.
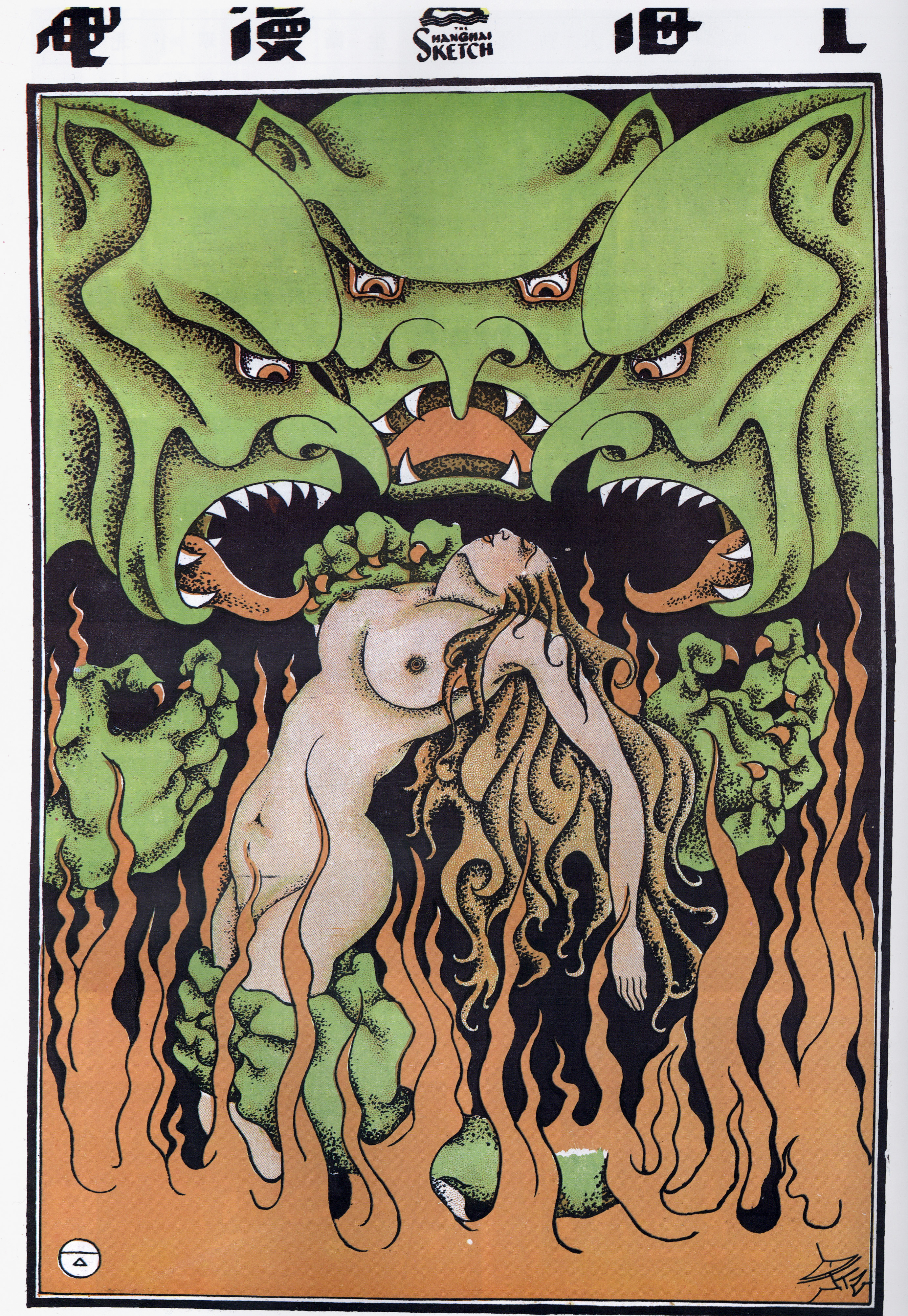
Une du 29 juin 1929 par Zhang Zhenyu.